# Sparco

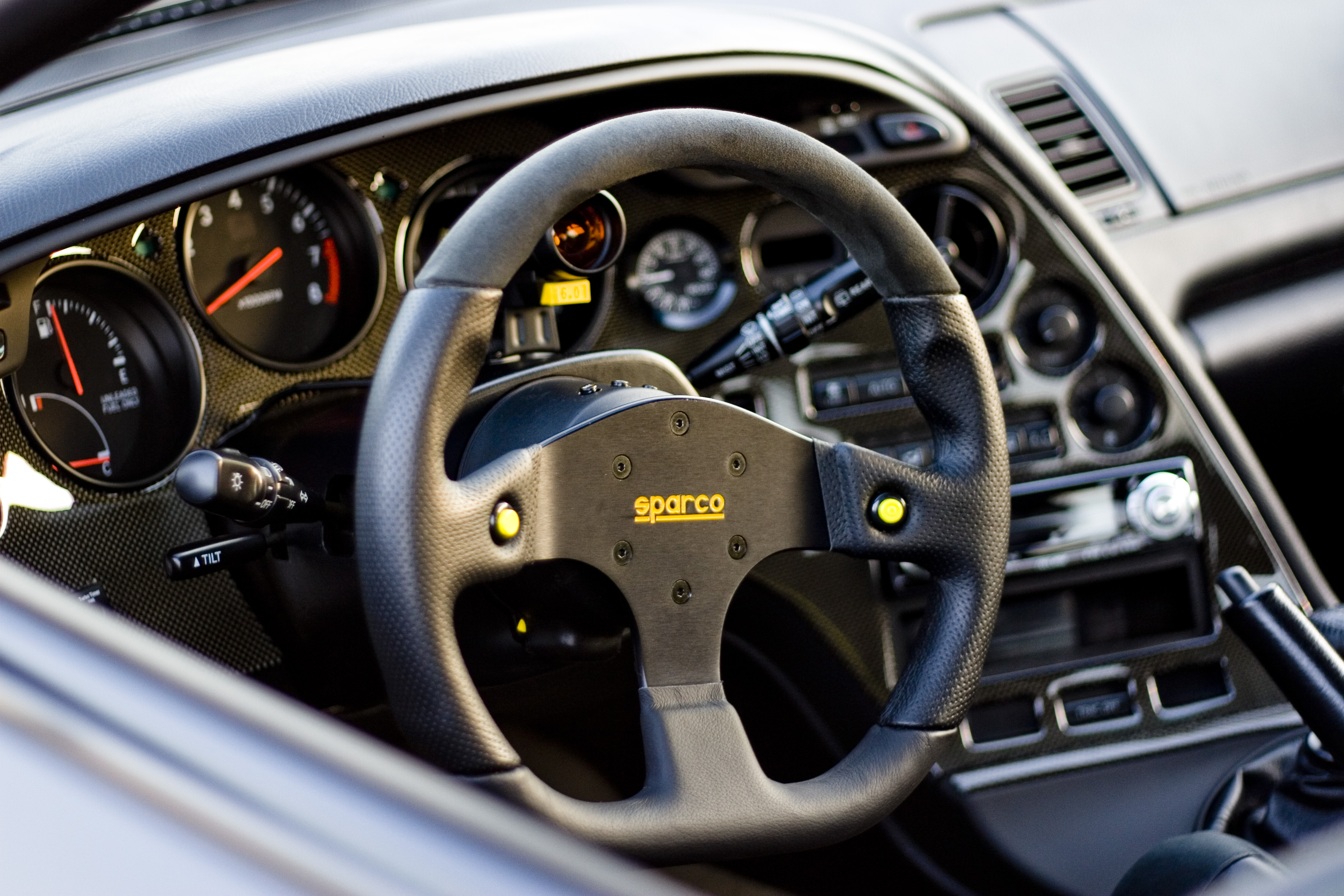
Un volante Sparco.

 Sparco S.p.A. es una empresa italiana de accesorios y partes de automóviles deportivos y de competición, especializada en producir asientos, volantes, cascos de carreras, cinturones de seguridad, llantas, barras antivuelco, protectores de seguros entre otros. Por otra parte, son patrocinadores de distintos deportes de competición, como rallies, Fórmula 1, etc.

## Historia
En 1977, dos jóvenes pilotos tenían el sueño de crear un mundo de los deportes de motor más seguro y elegante y fundaron Sparco. Más de 30 años después y ese sueño es una realidad consolidada. Esta es la historia de Sparco en 1977. Los jóvenes sueñan. Es difícil darse cuenta de ellos. Sparco nace de esta manera, del sueño de dos jóvenes pilotos de carreras de Torino que decidieron aumentar la seguridad en el mundo de las carreras. Ese fue un período de grandes choques y la FIA decidió reducir las lesiones. Sparco comienza a presentar sus productos y revolucionó el concepto de seguridad. En 1978, por primera vez, Sparco produce un traje de carreras a prueba de fuego, capaz de luchar contra el fuego durante 11 segundos, según las solicitudes de FIA 8856-2000. Este es solo el punto de partida: de ahora en adelante Sparco mejora cada año, produciendo cada vez mejores trajes ignífugos. En 1978 Sparco produce también el primer asiento de carreras. Otros productos ya son bien conocidos: en todos los eventos de carreras se utilizan trajes ignífugos, zapatillas de carreras, guantes y cascos de protección. Ahora es el momento de la producción de asientos de carreras: en pocos meses los asientos se convertirán en una especialidad de Sparco y un punto de referencia para el mundo de las carreras.